# خورخي سيكورا
خورخي سيكورا (بالبولندية: Jorge Sikora)‏ هو لاعب كرة قدم بولندي، ولد في 29 مارس 2002 في برادفورد في المملكة المتحدة.